# Smokvica Vela
Koordinati:   43°30′54″N, 15°56′22″E
Smokvica Vela je majhen nenaseljen otoček v srednji Dalmaciji (Hrvaška).
Otoček leži okoli 3 km jugozahodno od Rogoznice ima površino 0,173 km². Dolžina obalnega pasu je 2 km. Najvišji vrh na otočku je visok 44 mnm.